# Tom Stenvoll
Tom Stenvoll (født 27. marts 1978 i Andenes, Norge) er en norsk tidligere fodboldspiller (venstre back).
Stenvoll tilbragte hele sin aktive karriere, fra 1998 til 2010, hos Stabæk. Her var han med til at vinde det norske mesterskab i 2008 samt landets pokalturnering i 1998.

## Titler
Norsk mesterskab
- 2008 med Stabæk

Norsk pokalturnering
- 1998 med Stabæk